# Алкаколькум
Алкаколькум — песчаный массив на территории Сарыагашского района Туркестанской области Казахстана, на правобережье Сырдарьи. Находится примерно в 90 км к северо-западу от Ташкента. Вытянут с юга на север вдоль Сырдарьи. Длина 65 км, ширина 8—18 км. Сложен четвертичными породами. Рельеф бугристо-грядовый. На серозёмных почвах произрастают жузгун, полынь, житняк и другие растения.